# Franz Genschick
Franz Genschick (* 5. Juni 1949) ist ein ehemaliger deutscher Fußballspieler. Im Anschluss an seine aktive Karriere, in der er für den VfL Osnabrück und den SV Arminia Hannover insgesamt 168 Zweitligaspiele mit 23 Torerfolgen bestritten hatte, war er als Trainer im niedersächsischen Amateurfußball tätig.

## Sportlicher Werdegang
Genschick spielte Anfang der 1970er für Union Ohligs unter anderem in der zweitklassigen Regionalliga. 1974 wechselte er zur Einführung der 2. Bundesliga zum VfL Osnabrück. Dort gehörte der Mittelfeldspieler in den ersten beiden Jahren zu den Stammspielern, als sich die Mannschaft im vorderen Mittelfeld platzierte. Im Sommer 1976 übernahm Siegfried Melzig den Trainerposten, in der Folge rückte Genschick ins zweite Glied. Nachdem er zu Beginn der Spielzeit 1977/78 von Trainer Reinhard Roder auch nahezu ausschließlich als Einwechselspieler eingesetzt worden war, wechselte er im Dezember zum Ligakonkurrenten SV Arminia Hannover. Hier war er direkt Stammspieler. Im Sommer 1980 verpasste er mit dem Klub den Klassenerhalt in der 2. Bundesliga und stieg in die drittklassige Oberliga Nord ab. Später wechselte er zum VfV Hildesheim, den er als Spielertrainer in die viertklassige Verbandsliga Niedersachsen führte.
Später war er beim TSV Barsinghausen, mit dem er zwischen 1998 und 2003 in der Landesliga Niedersachsen antrat, sowie nach einer Rückkehr zum mittlerweile nach Ausgliederung und Fusion als VfV 06 Hildesheim firmierenden Klub beim 1. FC Germania Egestorf/Langreder und dem FC Springe tätig. Im Jahre 2012 beendete er seine Trainerkarriere.